# Campeonato Mundial de Para-Atletismo de 2017 - Arremesso de peso masculino
As competições de arremesso de peso masculino no Campeonato Mundial de Para-Atletismo de 2017 foram divididas em algumas categorias conforme o tipo e grau de deficiência dos atletas.

## Categoria F38
A disputa ocorreu em uma final única entre seis atletas, em 14 de julho. Cada atleta teve até seis arremessos e a maior distância obtida, em metros, seria a pontuação final. 
| Pos.              | Atleta                | País      | #1    | #2    | #3    | #4    | #5    | #6    | Resultado | Notas           |
| ----------------- | --------------------- | --------- | ----- | ----- | ----- | ----- | ----- | ----- | --------- | --------------- |
| Medalha de ouro   | Cameron Crombie       | Austrália | 0     | 15,95 | 15,13 | 13,64 | 14,46 | 15,30 | 15,95     | Recorde mundial |
| Medalha de prata  | Javad Hardani         | Irão      | 12,41 | 13,29 | 13,47 | 13,32 | 14,13 | 13,80 | 14,13     |                 |
| Medalha de bronze | Victor Svanesohn      | Suécia    | 12,09 | 10,02 | 13,63 | 13,25 | 0     | 12,56 | 13,63     |                 |
| 4                 | Martin Jackson        | Austrália | 12,44 | 12,07 | 0     | 13,31 | 12,98 | 12,63 | 13,31     |                 |
| 5                 | Petr Vratil           | Chéquia   | 11,18 | 0     | 0     | 11,83 | 11,64 | 12,00 | 12,00     |                 |
| 6                 | L. F. Lucumi Villegas | Colômbia  | 0     | 10,53 | 11,07 | 11,27 | 10,51 | 10,43 | 11,27     |                 |

## Categoria F57
A disputa ocorreu em uma final única entre cinco atletas, em 14 de julho. Cada atleta teve até seis arremessos e a maior distância obtida, em metros, seria a pontuação final. 
| Pos.              | Atleta                | País    | #1    | #2    | #3    | #4    | #5    | #6    | Resultado | Notas |
| ----------------- | --------------------- | ------- | ----- | ----- | ----- | ----- | ----- | ----- | --------- | ----- |
| Medalha de ouro   | Thiago Paulino Santos | Brasil  | 13,62 | 14,11 | 14,31 | 13,83 | 13,58 | 13,74 | 14,31     |       |
| Medalha de prata  | Wu Guoshan            | China   | 13,59 | 13,85 | 13,91 | 12,47 | 13,33 | 13,61 | 13,91     |       |
| Medalha de bronze | Janusz Rokicki        | Polónia | 13,61 | 13,47 | 13,26 | 12,87 | 13,76 | 13,71 | 13,76     |       |
| 4                 | Virender              | Índia   | 13,12 | 13,03 | 13,62 | 13,45 | 13,43 | 13,21 | 13,62     |       |
| 5                 | David Fernández       | Espanha | 10,41 | 10,48 | 10,53 | 10,16 | 10,15 | 10,56 | 10,56     |       |